# デトロイト (映画)
『デトロイト』（原題:Detroit）は2017年にアメリカ合衆国で公開されたドラマ映画である。監督はキャスリン・ビグロー、主演はジョン・ボイエガとウィル・ポールターが務めた。本作は1967年のデトロイト暴動の最中に発生したアルジェ・モーテル事件を題材にした作品である。本作が全米公開された2017年はデトロイト暴動の発生から50年を迎える節目の年でもあった。
なお、本作の日本語字幕は松崎広幸が担当した。

## ストーリー
1967年7月23日、アフリカ系の退役軍人の功績を讃える式典がデトロイトで催されていた。市民の注目がその式典に向いている隙を突いて、デトロイト市警察は違法酒場の摘発を行った。酒場の経営者が逮捕されたとの一報を受けて、摘発現場にいた人々が警官隊に石を投げ始めた。こうして始まった暴動はどんどん規模を拡大し、ついには食料品店の略奪や銃撃戦が発生するに至った。後の世にいう12番街暴動の始まりであった。
デトロイト市当局と市警察では到底対処できない規模の暴動であったため、州知事のジョージ・ロムニーはミシガン州兵の現地派遣を決断した。その翌日には、略奪犯の捜査が始まっていたが、暴動の混乱の中では思うように捜査ができるわけもなかった。捜査に当たっていた警官の一人、フィリップ・クラウスは規則に反して男性を背後から銃撃し死亡させてしまう。本来であれば、彼は直ちに現場から外されるはずだが、緊急事態であったこともあって、クラウスは引き続いて捜査に当たることになった。
その頃、地元デトロイトの黒人によって結成されたバンド、ザ・ドラマティックスがデトロイトを訪れていた。レコード会社と契約するために彼らは東奔西走していた。音楽堂でのライブ・パフォーマンスが行われる直前に、警察が音楽堂のある通りを封鎖し、バンドメンバーにデトロイトから退去するように命じた。不本意ではあったが、彼らは警察の命令に従うことにした。彼らはバスでデトロイトを離れようとしたが、道中、暴徒化した市民にバスが襲撃されて、メンバーは離れ離れになってしまった。
ボーカルのラリー・リードとその友人であるフレッド・テンプルはアルジェ・モーテルで取りあえず様子を見ることに。2人はプールサイドにいたジュリーとカレンという白人女性に声をかけ、友達がいるという別館の部屋に誘われて行くと、そこにはカール・クーパーら数人の男がいた。雑談の後、何を思ったのかクーパーとその仲間はスターターピストルで殺人の真似をして4人を驚かせる。悪ふざけをする男たちに愛想を尽かし、女性2人はベトナム戦争の帰還兵であるグリーンの部屋に行き、ラリーとフレッドは自室に戻った。
なにげなく外を見たクーパーは、州兵や警官隊が集結しているのを見て、窓の所でスターターピストルを数発鳴らした。「ちょっと怖がらせてやろう」くらいの安易な気持ちだったが、アルジェ・モーテルに狙撃手がいると確信した州兵たちは激しい銃撃を始めた。知らせを受けて現場に到着したクラウスが警官隊とともにモーテルを窺うと、ちょうど階段を逃げ降りていたクーパーを見つけ、またも後ろから射殺してしまう。自分の非を隠すためにナイフを脇に置いて偽装工作をするクラウス。騒ぎを聞きつけた真面目な黒人民間警備員メルヴィンも現場にやってくる。
黒人3人が死亡し、白人3人と黒人6人が重傷を負ったアルジェ・モーテル事件はかくして始まってしまったのである。

### 登場人物たちのその後
本作のエンディングでは、主な登場人物がその後どのような人生を送っているかが紹介されている。
- メルヴィン・ディスミュークス - 殺されるのではないかという恐怖からデトロイトを離れ、別の町に移り住んだ。その町でも、彼は警備員として働いた。
- フィリップ・クラウスとその部下たち - 警察を解雇されることこそなかったが、彼らが現場に出ることは二度となかった。
- ジュリー・アン - 暴行を受けたことから何とか立ち直り、幸福な家庭生活を送っている。
- ラリー・リード - 事件のショックからザ・ドラマティックスを脱退し、聖歌を中心に歌う歌手へと転向した。今日に至るまで、彼はデトロイトで暮らし続けている。

## キャスト
※括弧内は日本語吹替
- メルヴィン・ディスミュークス - ジョン・ボイエガ（杉村憲司）
- フィリップ・クラウス - ウィル・ポールター（益山武明）
- ラリー・リード - アルジー・スミス（英語版）（稲垣拓哉）
- フレッド・テンプル - ジェイコブ・ラティモア（英語版）（永井将貴）
- カール・クーパー - ジェイソン・ミッチェル（英語版）（中務貴幸）
- ジュリー・アン - ハンナ・マリー（松浦裕美子）
- カレン・マロイ - ケイトリン・デヴァー（齋藤綾）
- デメンズ - ジャック・レイナー（木島隆一）
- フリン - ベン・オトゥール（烏丸祐一）
- アウアーバッハ弁護士 - ジョン・クラシンスキー（北田理道）
- ロバート・グリーン - アンソニー・マッキー（井木順二）
- モリス - ジョセフ・デヴィッド＝ジョーンズ
- ジミー - イフラム・サイクス
- ダリル - レオン・トーマス3世
- オーブリー - ネイサン・デイヴィス・Jr（虎島貴明）
- リー・フォーサイス - ペイトン・アレックス・スミス（英語版）（杉山シンヤ）
- マイケル・クラーク - マルコム・デヴィッド・ケリー
- オーブリー・ポラード・シニア - ベンガ・アキナベ
- フランク - クリス・チョーク
- ラング弁護士 - ジェレミー・ストロング（宮崎敦吉）
- ジョン・コニャーズ・Jr - ラズ・アロンソ
- ロバーツ准尉 - オースティン・エベール
- マルコム - ミゲル・ピメンテル
- 酒場のパトロン - クリストファー・デイヴィス
- ヴァネッサ - サミラ・ワイリー
- レオン - タイラー・ジェームズ・ウィリアムズ
- アンダーソン刑事 - グレン・フィッツジェラルド

## 製作
2016年1月28日、キャスリン・ビグローとマーク・ボールがデトロイト暴動を題材とした映画を製作しているという報道があった。5月11日、ハンナ・マリーがキャスリン・ビグロー監督の新作で重要な役を演じることになったと報じられた。6月21日、ジョン・ボイエガの起用が発表された。8月3日、ジャック・レイナーとウィル・ポールター、ベン・オトゥールが本作に出演することになったと報じられた。4日、アンソニー・マッキーの出演が決まったとの報道があった。5日、ジェイコブ・ラティモアとアルジー・スミスがキャスティングされたと報じられた。8日、ジョセフ・デヴィッド＝ジョーンズの出演が決まった。30日、ケイトリン・ディーヴァーが本作に起用されたと報じられた。9月9日、ジェイソン・ミッチェルの出演が決まった。13日、ジョン・クラシンスキーが本作に出演すると報じられた。10月、ジェレミー・ストロング、オースティン・エベール、イフラム・サイクス、ラズ・アロンソらの出演が決まっていった。2017年6月、本作の全世界配給権をエンターテインメント・ワンとメトロ・ゴールドウィン・メイヤーが獲得したと報じられた。

### 撮影
2016年7月下旬、本作の主要撮影がボストンで始まった。ボストンの他にも、マサチューセッツ州内のデダムやドーチェスター、ブロックトンでロケが行われた。10月にはデトロイトでの撮影が行われた。
本作はデトロイトを舞台にした作品であるが、撮影の大半はマサチューセッツ州で行われた。これはミシガン州が2015年に映画製作に対する補助金制度を廃止したことによるものである。

### 楽曲
2017年5月、ジェームズ・ニュートン・ハワードが本作で使用される楽曲を作曲することになったとの報道があった。7月、デトロイト出身のラッパー、ティー・グリズリーの『Teetroit』とザ・ルーツとビラルの『It Ain't Fair』が本作のサウンドトラックからシングルカットされた。本作のサウンドトラックにはアルジー・スミスとラリー・リードが歌った『Grow』も収録されている。

## 興行収入
2017年7月28日、本作は全米20館で限定公開され、公開初週末に35万ドルあまりを稼ぎ出し、週末興行収入ランキング初登場16位となった。本作はハル・ベリー主演の『チェイサー』とスティーブン・キングの小説を映画化した『ダークタワー』と同じ週に拡大公開され、週末に1000万ドルから1500万ドル余りを稼ぎ出すと予想されていた。しかし、木曜日のレイトショーで52万ドルしか稼げなかったことを受けて、予想値が750万ドルに下方修正された。8月4日、本作の公開規模は全米3007館にまで拡大され、週末に712万ドルを稼ぎ出し、週末興行収入ランキング8位となった。Deadline.comは「本作が映画祭シーズン（9月）かアワードシーズン（11月と12月）に公開されていたなら、もっと稼げていただろう」という主旨の記事を発表している。

## 評価
本作は批評家から高く評価されているが、その中でも、ポールターとスミスの演技が特に称賛されている。映画批評集積サイトのRotten Tomatoesには211件のレビューがあり、批評家支持率は83%、平均点は10点満点で7.5点となっている。サイト側による批評家の見解の要約は「『デトロイト』は胃に来るほど痛ましいドラマ―その痛ましさは必要不可欠なものではある―を我々に見せてくれる。そのドラマはアメリカ史における悲劇の一章であり、現在の苦境と似た点を描写している。」となっている。また、Metacriticには48件のレビューがあり、加重平均値は78/100となっている。なお、本作のCinemaScoreはA-となっている。
『シカゴ・サンタイムズ』のリチャード・ローパーは4つ星評価で満点となる4つ星を与え、本作を2017年の最高の映画の一つと述べた上で、「ジャーナリストとしても活躍するマーク・ボールは複数のストーリーラインを見事に捌ききり、現実に存在しそうなキャラクター―彼/彼女らには欠点があり、どす黒い部分もある。それでいながらにして、善良な部分も有している―を作り上げるという見事な手腕を披露した。」と評している。『ローリング・ストーン』のピーター・トラヴァースは本作に4つ星評価で3つ星半を与え、「『デトロイト』は苛烈さを増すアメリカのレイシズムに抵抗するリベラル派の声とはほど遠い作品である。ビグロー監督は、クリストファー・ノーランの『ダンケルク』のように、本作に緊張感を張り詰めさせ、歴史上の暴力事件のただ中に放り込まれた観客に衝撃を与えた。なぜなら、あの作品で展開されたドラマは、私たちのドラマであるかもしれないと思わせるようなものだったからだ。」と述べている。